# Characterism
Characterism（キャラクタリズム）は、1990年代後半より存在が顕著になったアート哲学である。 

## 解説
日本由来のカルチャーとして代表されるアニメやゲームに影響を受けたキャラクター文化から派生したキャラクター性をアートのエレメントとしてのシンボルとして取り入れた現代アートである。その手法には村上隆、奈良美智、草間弥生などの影響も見られるが、未来や将来への個人的な精神的不安感を想像の世界の中で個々の作家独自キャラクターを通して体現しているのが特徴である。その世界とはポストアポカリプス、ミクロ、ゲームの中など、サブカルチャー的な要素が感じられる。 
キャラクタリズムはニューヨーク市ブルックリンのルナベースギャラリー（Lunarbase Art Gallery、Lunarbase, Inc.)により、ニューヨークや東京を拠点にプロモートされた。  